# Salt

Un salt executat de un dansator în timpul unui dans acrobatic

Salt în limba română are două înțelesuri:
- mișcare bruscă prin care corpul sau un alt obiect, ființă etc. se desprinde de la pământ, sărind pe loc sau deplasându-se; mișcare de deplasare bruscă în zbor.

„triplu salt” - probă atletică de săritură în lungime constând din trei sărituri consecutive.
- trecere bruscă de la o situație ori stare la alta.

„salt calitativ” - moment, stadiu constând în schimbarea în bine a calității unui obiect sau a unui proces.
Cuvântul provine din termenul latin „saltus”.

## Legături externe
Materiale media legate de Salt la Wikimedia Commons